# Château de l'Arvolot
Le château de l'Arvolot est situé sur la commune de Boyer en Saône-et-Loire, sur une terrasse dominant la Saône.

## Description
- Le château consiste en un édifice de plan en L formé d'un corps principal et d'une aile en retour d'équerre face à laquelle se trouve une construction rectangulaire. Des bandeaux règnent avec le sol des étages, un entablement couronne les façades et dissimule des toits très plats.
- Face à l'aile de 1810, se trouve une construction rectangulaire dont les murs sont légèrement talutés à leur base. Elle est percée d'une porte en plein cintre à encadrement en bossage rustique que surmontent, au-dessus d'armoiries ecclésiastiques martelées, les consoles à ressaut d'une bretèche.

Le château, propriété privée appartenant à la famille de La Forest Divonne, ne se visite pas.

## Historique
- À l'origine : fief du chapitre Saint-Vincent de Chalon.
- fin du XVIe siècle : il est aliéné à la famille de Grenelle de Pymont.
- 1666 : il passe par mariage à Jean-Baptiste Larme.
- 1719 : il échoit à Antoine Chapuys, de Tournus.
- 1810 : transformations.
- 1842 : le baron Ducret de Lange fait bâtir un logis en retour d'équerre de l'habitation de l'époque.
- 1869 : construction d'une chapelle dont une ancienne tour ronde devient le clocher.
- 1900 : Il devient propriété de la famille de La Forest Divonne.

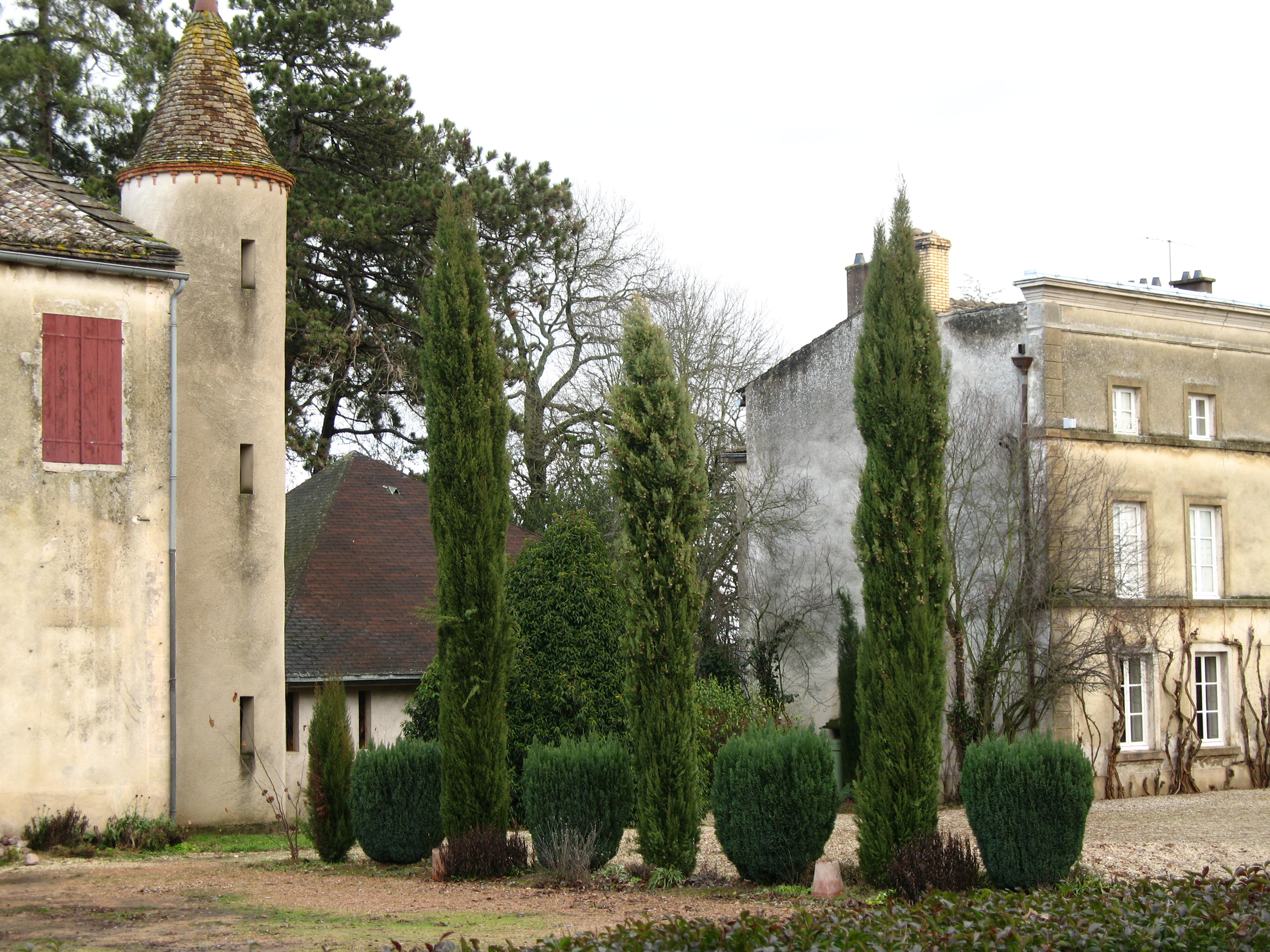
Château de l'Arvolot